# Renata Agondi
Renata Câmara Agondi (Santos, 8 de fevereiro de 1963 – Canal da Mancha, 23 de agosto de 1988) foi uma nadadora brasileira de maratona aquática, famosa por ter tentado atravessar a nado o Canal da Mancha, e por ter morrido nesta tentativa.

## Trajetória esportiva
Renata começou a nadar aos oito anos, no Aprenda a Nadar do Fluminense, no Rio de Janeiro, onde morou quando criança. Pelo clube, conquistou suas primeiras medalhas e títulos. De 1980 a 1982, Renata manteve-se afastada da natação para retomá-la já em Santos, quando mudou o foco e passou a se dedicar às competições em águas abertas. Foi atleta do Clube de Regatas Saldanha da Gama, antes de integrar a equipe da Associação Santa Cecília de Esportes e, após, ela ainda atuaria pelo Clube Internacional de Regatas. Em um curto espaço de tempo, transformou-se na principal competidora da categoria no estado de São Paulo e numa das melhores do país.
Aos 23 anos, em 1986, ela decidiu deixar o Brasil, após dezenas de provas, e competir na Europa. Foi a primeira mulher brasileira a fazer a Travessia Capri-Nápoles, na Itália, uma prova tradicional de 36 quilômetros. Ela chegou em terceiro lugar, entre as mulheres, com o tempo de 9 horas 27 minutos e quatro segundos, e ainda ficou com o título de vice-campeã da categoria profissional, e na sexta posição na geral, superando o também brasileiro Igor de Souza, que terminou em sétimo.
Após isto, resolveu atravessar o Canal da Mancha. A tentativa ocorreu no dia 23 de agosto de 1988. Porém, a técnica de Renata, Judith Russo, percebeu um erro: o capitão do barco começou a pilotar paralelamente em direção à costa. Após dez horas e 45 minutos, os tripulantes do barco acharam que Renata estava em perigo, já que devido ao erro na rota, não conseguiram chegar perto da França. Uma boia foi jogada para que ela saísse da água, o que causaria a desclassificação. Indignada com o gesto, Renata nadou rápido para se afastar do barco e completar a travessia. Mas esse sprint causou uma síndrome de esgotamento de estresse, que matou a brasileira.

## Consequências
Depois do ocorrido, houve uma grande mudança na natação mundial, principalmente em águas abertas, com relação à segurança. As normas e regulamentos da época foram drasticamente modificadas.

## Homenagem
Atualmente, a Maratona Aquática Internacional de Santos é chamada de Troféu Renata Agondi, em homenagem à brasileira.

## Documentário
O documentário Renata, baseado no livro Revolution 9, lançado inicialmente em VHS em agosto de 2002, e dirigido por Rudá de Andrade.